# Agrius concolorata
Agrius concolorata är en fjärilsart som beskrevs av William James Kaye 1919. Agrius concolorata ingår i släktet Agrius och familjen svärmare. Inga underarter finns listade i Catalogue of Life.